# Inès Arouaissa
Inès Arouaissa (en arabe : ايناس الرويساء), née le 30 juin 2001 à Dijon, est une footballeuse internationale marocaine qui évolue au poste de gardienne de but à l'US Saint-Malo.

## Carrière en club

### Formation
Inès Arouaissa commence à jouer au football dans les clubs de la région marseillaise (ES Milloise, Pays d'Aix, FC Rousset Sainte-Victoire Omnisports) avant de rejoindre à l'âge de 15 ans l'Olympique de Marseille. Elle évolue dans l'équipe réserve ainsi qu'en tant que deuxième gardienne de l'équipe première.

### Avec l'AS Cannes (2022-)
Après plusieurs saisons passées dans le club de la Cité phocéenne, Inès Arouaissa rejoint l'AS Cannes qui évolue dans l'élite régionale (R1 Féminine).
Elle dispute son premier match sous les couleurs cannoises le 11 septembre 2022 lors de la réception du FCF Monteux. Elle réussit par ailleurs à garder sa cage inviolée (victoire 5-0).
Après avoir sorti le Toulon Élite Futsal, le OGC Nice (D2) puis le Racing Club Strasbourg (D2), le parcours de l'AS Cannes en Coupe de France s'arrête au stade des huitièmes de finale contre le FC Nantes sur le terrain de ce dernier (défaite : 6-1).
L'AS Cannes avec à ses rangs Inès Arouaissa, se qualifie pour la finale de la Coupe régionale en éliminant l'AS Monaco aux tirs au but le 30 avril 2023 (4-2, 1-1 à la fin du temps réglementaire). Durant cette séance de tirs au but, Arouaissa stoppe deux pénalties. Inès Arouaissa manque la finale qui voit son équipe s'incliner aux tirs au but (4-3, 1-1 à la fin du temps réglementaire).
L'AS Cannes remporte le championnat régional de la saison 2022-2023 et accède donc à la D3 nationale. Arouaissa boucle la saison en ayant réalisé 13 clean-sheets en 21 matchs avec l'équipe première.

#### Découverte de la D3 (2023-2024)
Inès Arouaissa dispute son premier match de la saison le 17 septembre 2023 à Mérignac dans un match qui se solde par une victoire des Cannoises (5-1). Elle réalise son premier clean-sheet de la saison face à l'US Colomiers et son deuxième à l'extérieur contre la réserve de l'OL le 5 novembre 2023 (victoire, 0-1).
Le 20 décembre 2023 face à l'AS Lattes, elle reçoit un carton rouge en fin de match pour une faute. Son équipe menait déjà 6-0 au moment de quitte le terrain à la 88e minute. C'est une des rares fois qu'elle est expulsée.
Elle réalise son 5e clean-sheet de la saison le 31 mars 2024 lors de la réception de la réserve de l'OL (victoire 1-0), puis ses 6e et 7e respectivement contre le Puy le 21 avril 2024 (victoire, 4-0) et l'AS Lattes le 28 avril 2024 (victoire, 0-2).
L'AS Cannes ne parvient pas à accéder la D2. Toutefois le club termine dauphin du Toulouse FC. Arouaissa aura pris part à 19 rencontres de championnat en gardant sa cage inviolée à huit reprises.

### Avec l'US Saint-Malo (2024-)
Après deux saisons du côté de Cannes, Inès Arouaissa rejoint la Bretagne en s'engageant à l'US Saint-Malo qui évolue en deuxième division. Le 13 octobre 2024, elle fait sa première apparition dans la Seconde ligue en étant titularisée face au LOSC.
Elle réalise son premier clean-sheet avce les « Maliouines » le 27 avril 2025 en déplacement du côté du Rodez AF.
À l'issue de cette saison 2024-2025, elle prend par à 6 rencontres de championnat et réalise 2 clean-sheets.

## Carrière internationale

### Maroc -23 ans
Elle est appelée pour la première fois en équipe du Maroc des -23 ans dans le cadre d'une rencontre face à l'Islande le 25 septembre 2023 au Complexe Mohammed VI. Titularisée lors de ce match par Dimitri Lipoff, elle parvient à garder sa cage inviolée puisque la rencontre se termine sur un score vierge.

### Équipe du Maroc
Elle est convoquée pour la première fois en équipe nationale par Reynald Pedros pour un stage de préparation du 7 au 15 juin 2021,. Elle honore sa première sélection le 10 juin 2021 à Rabat contre le Mali en match amical, gardant sa cage inviolée pour une victoire 3-0.

#### Coupe du monde 2023 et qualifications Jeux olympiques 2024
Un peu plus d'une année plus tard, alors qu'elle évolue à l'AS Cannes, le technicien français la convoque à nouveau pour un stage à Cadix durant lequel le Maroc affronte en amical la Pologne le 6 octobre 2022 et le Canada le 10 octobre 2022. Néanmoins, elle ne participe à aucune des deux rencontres.
Elle est sélectionnée en avril 2023 pour prendre part à deux matchs amicaux internationaux contre la Tchéquie et la Roumanie respectivement le 6 avril 2023 à Prague et le 11 avril 2023 à Bucarest. Comme lors des stages précédents, Pedros ne lui donne pas de temps de jeu.
Inès Arouaissa fait partie des 28 joueuses présélectionnées par Reynald Pedros pour disputer la Coupe du monde 2023 en Australie et Nouvelle-Zélande. Après le stage effectué en Autriche, Arouaissa est sélectionnée dans la liste finale des 23 joueuses retenues pour défendre les couleurs marocaines au Mondial.
Après avoir mal débuté contre l'Allemagne (défaite 6-0), le Maroc parvient à remporter une première victoire, contre la Corée du Sud (1-0), puis une deuxième, contre la Colombie (1-0) et réussit à se qualifier pour les huitièmes de finale pour sa première participation, et ce grâce au nul de l'Allemagne contre la Corée. Le parcours des Marocaines prend fin contre les Françaises (4-0). Bien que dans le groupe, Inès Arouaissa ne fait pas d'apparitions durant le tournoi.
Après avoir éliminé la Namibie et la Tunisie, les Marocaines sont donc opposées aux Zambiennes pour le dernier tour des qualifications. Si elle est parvenue à s'imposer en Zambie lors du match aller le 5 avril 2024 sur le score de 2 buts à 1, la sélection marocaine ne parvient pas à se qualifier pour la phase finale des Jeux à la suite de sa défaite 2 à 0 au match retour à Rabat le 9 avril 2024 après prolongations. Bien que dans le groupe, Inès Arouaissa ne fait pas d'apparitions durant l'ensemble de la campagne de qualification des Marocaines.

#### Coupe d'Afrique 2024
Inès Arouaissa est sélectionnée par Jorge Vilda pour une double confrontation amicale face à la RD Congo les 30 mai et 3 juin à 2024 Berkane. Le Maroc remporte les deux rencontres. La première sur le score de 2 buts à 1 et la deuxième, 3 buts à 2. Cependant, bien que dans le groupe, Arouaissa ne participe à aucun des deux matchs.
Elle est convoquée pour disputer deux matchs amicaux contre la Tanzanie et le Sénégal respectivement les 25 et 29 octobre 2024 au Stade Père-Jégo. Les Marocaines remportent les deux rencontres avec un score de 4-1 face aux Tanzaniennes et une large victoire face aux Sénégalaises, 7-0. Alors qu'elle n'avait plus fait d'apparitions avec la sélection depuis juin 2021, Inès Arouaissa est titularisée lors du match face au Sénégal et n'encaisse pas de buts durant ces 75 minutes de temps de jeu,.
Après une série de stages et matchs amicaux, la FRMF annonce le 24 juin 2025 la liste finale pour la CAN 2024. Inès Arouaissa fait partie des joueuses retenues par Jorge Vilda. Le Maroc qui atteint la finale pour la deuxième fois consécutive, ne parvient pas à remporter le titre s'inclinant face au Nigeria (3-2). Remplaçante de Khadija Er-Rmichi, Inès Arouaissa n'entre cependant pas en jeu durant le tournoi.

## Statistiques

### Statistiques détaillées en club
| Saison                | Club                   | Championnat            | Championnat | Championnat | Coupe(s) nationale(s) | Coupe(s) nationale(s) | Autres compétitions | Autres compétitions | Autres compétitions | Total | Total |
| Saison                | Club                   | Division               | M.          | B.          | M.                    | B.                    | Comp.               | M.                  | B.                  | M.    | B.    |
| 2020-2021             | Olympique de Marseille | Division 2             | -           | -           | -                     | -                     | -                   | -                   | -                   | 0     | 0     |
| 2021-2022             | Olympique de Marseille | Division 2             | -           | -           | -                     | -                     | -                   | -                   | -                   | 0     | 0     |
| Sous-total            | Sous-total             | Sous-total             | -           | -           | -                     | -                     | -                   | -                   | -                   | 0     | 0     |
| 2022-2023             | AS Cannes              | Régional 1             | 16          | 0           | 4                     | 0                     | CR                  | 1                   | 0                   | 21    | 0     |
| 2022-2023             | AS Cannes              | District 1+Barrages R1 | 1+2         | 0           | -                     | -                     | -                   | -                   | -                   | 3     | 0     |
| 2023-2024             | AS Cannes              | Division 3             | 19          | 0           | 2                     | 0                     | -                   | -                   | -                   | 21    | 0     |
| Sous-total            | Sous-total             | Sous-total             | 38          | 0           | 6                     | 0                     | -                   | 1                   | 0                   | 45    | 0     |
| 2024-2025             | US Saint-Malo          | Division 2             | 6           | 0           | 0                     | 0                     | -                   | -                   | -                   | 6     | 0     |
| Total sur la carrière | Total sur la carrière  | Total sur la carrière  | 44          | 0           | 6                     | 0                     | -                   | 1                   | 0                   | 51    | 0     |

## Palmarès
Équipe du Maroc :
- Coupe d'Afrique des nations
  -  Finaliste : 2024